# Achille Eyraud
Œuvres principales
- Voyage à Vénus (1865)

Achille Eyraud, né le 21 avril 1821 à Le Puy-en-Velay et mort le 15 février 1882, est un avocat, romancier (parfois sous le pseudonyme d'Achille Lafont), homme de théâtre, chroniqueur et poète français.

## Biographie
Descendant de l'illustre et très ancienne famille Eyraud, dont on remonte la généalogie jusqu'au XIIIe siècle, il devient avocat à la Cour d'appel de Paris puis est nommé chef de bureau au ministère de la Justice.
Durant toute sa jeunesse, Achille Eyraud habita au 11 place du Breuil au Puy en Velay, immeuble acheté par son grand-père Honoré Eyraud, magistrat et président de la Chambre des avoués au tribunal civil de cette ville.
Il repose auprès de ses parents au cimetière du Puy en Velay.

## Écrivain
En 1865, il publie chez Michel Lévy son unique roman de science-fiction, Voyage à Vénus, où il décrit l'utilisation d'une fusée à poudre pour effectuer un voyage interplanétaire, thème considéré parfois comme une première en littérature. Dans le journal L’Événement daté du 5 février 1866, Émile Zola écrit : « Monsieur Eyraud est un savant, doublé d'un poète et d'un romancier. Son œuvre est curieuse et intéressante, un peu grave et triste peut-être ».
Dans ce roman, il fait une description de la profession d'avocat à travers l'interrogation d'un savant vénusien : « Comment me dit-il chez vous les gens de justice ont un costume ?... Dès qu'ils entrent au palais, ils se glissent dans un long fourreau d'étoffe noire ne laissant voir que leur tête couronnée d'une toque, qui s'épanouit comme une fleur noire sur un calice jaune. Une vaste salle, appelée la salle des pas perdus, mais où il se perd encore plus de paroles que de pas, est réservée à leurs promenades et à leurs causeries. C'est l'immense ruche où s'agite et bourdonne ce noir essaim. Entre tous, les avocats se distinguent par la turbulence de leurs allures, et l'activité fébrile de leur démarche: ils vont, viennent, courent, s'agitent et surtout pérorent. On dirait qu'ils sont piqués de la tarentule oratoire... Fréquemment, ils croient devoir s'irriter, s'indigner, et alors il faut les voir crier et tempêter! C'est une véritable éruption oratoire : tantôt leur poing crispé frappe la barre, tantôt leurs deux bras s'élèvent et déploient la large envergure de leurs manches comme des ailes de chauves souris; puis, après toutes ces véhémences, l'orateur tombe sur son siège comme une fusée éteinte... et perd son procès, car c'est surtout quand la cause est mauvaise qu'il fait de plus violents efforts d'éloquence... ».

## Homme de théâtre
Sept des pièces et opérettes d'Achille Eyraud ont été jouées sur différents théâtres parisiens grâce à Jean Antoine Charles Rocher, né au Puy en Velay en 1832, qui les a fait publier chez l'éditeur parisien Calmann Lévy  : 
- Jean et Jeanne
- Brin d'Amour
- Le Rat de ville et le Rat des champs
- L'Éternelle Comédie
- La Première Conférence
- Mademoiselle Pivert (première à Paris, suivie de plus de 300 représentations au Théâtre français)[4]

En 1880, Henri Mosnier demande à Achille Eyraud de rédiger la préface de son ouvrage Le Théâtre du Puy en Velay.
Concernant la première conférence, qui fut jouée pour la première fois à Paris sur le théâtre du Gymnase le 13 juillet 1879, nous pouvons[Qui ?] citer un extrait :
« Pensant répondre au désir de mon auditoire , notamment des personnes qui en forment la partie la plus gracieuse , j'aborde un point très important de la législation usuelle : le mariage.
Le mariage est une noble institution, un état plein de charmes, à ce que disent tous les gens... qui ne sont pas mariés. Vous vous souvenez qu'on l'a comparé à une forteresse assiégée : ceux qui sont dehors veulent y entrer, ceux qui sont dedans cherchent à en sortir. A Rome, la chose se célébrait sous les auspices des dieux pénates. Chez nous, les dieux pénates sont remplacés par les dieux notaires... (Se reprenant) les deux notaires chargés de rédiger les stipulations dotales; car la femme apporte toujours une dot; c'est une louable habitude qu'elle s'est imposée depuis Eve qui apporta en dot une pomme à son mari. Une pomme, c'était sans doute une dot assez rondelette, mais bien modeste.
Aujourd'hui on ne se contente plus de ça. Que voulez vous ! Eve n'avait pas de parents pour la doter... La première femme du monde ne peut donner que ce qu'elle a.
Après le contrat, Messieurs, arrive bientôt le grand jour du sacrifi... (Se reprenant) de la célébration. Vous vous dirigez vers la mairie avec votre fiancée, mais aussi, hélas! avec votre belle mère, à qui vous donnez le bras, et qui tout le long de la rue, pleure...comme un tonneau d'arrosement. Arrivé à la salle de mairie, vous la déposez dans un coin... pour la laisser égoutter . Au bout d'un instant, apparaît le maire, sanglé d'une écharpe. Il vous lit le code, comme on fait toujours avant d'infliger une peine, et vous condamne à l'union forcée... à perpétuité. Puis, il passe à un autre couple à qui, il applique également la soudure de l'hymen. Malheureusement, la soudure ne tient pas toujours, et ce cas, qui est assez fréquent, est traité dans le chapitre de la séparation de corps. Je ne dirai rien du divorce, on parle de le rétablir, mais c'est une question que son promoteur n'a qu'e...ffleurée jusqu'à présent. »

## Chroniqueur
Achille Eyraud contribua à de nombreux journaux, en particulier dans une revue hebdomadaire illustrée, qui paraissait le samedi, La science pour tous, sur la base de conférence donnée à la Sorbonne. Ses sujets étaient très variés tels que les étoiles filantes, du timbre des sons, transmission de la lumière, la combustion lumineuse sur la terre et sur les astres, la science de la philosophie, etc.

## Poète
Casimir Augier, poète et littérateur, né en 1811, dans son ouvrage publié en 1846 intitulé Aux hommes utiles, aux savants et aux écrivains, aux artistes et aux hommes de guerre de la Haute Loire disait d'Achille Eyraud tout en associant Audiart-Bonnet :
Voici venir à nous, Audiart Achille Eyraud,
Audiart sait devenir impétueux et chaud,
Quand il veut remuer les passions du drame,
ou lorsqu'il combine la trame,
Achille, observateur patient et subtil,
D'un léger Vaudeville aime à tracer le fil,
Mais son luth à son gré peut monter jusqu'à l'Ode

## Distinctions
Il reçoit la Légion d'honneur en 1881.